# Kamilly Judit
Kamilly Judit, névvariáns: Kamilli (Bécs, 1919. június 20. – Budapest, 1974. március 7.) Jászai Mari-díjas magyar színésznő.

## Életpályája
Az Országos Színészegyesület színiiskoláját Ascher Oszkár növendékeként végezte el. Pályáját 1939-ben a Szegedi Nemzeti Színházban kezdte. 1945-től rövid ideig a Művész Színházban, majd a Pódium Kabaréban játszott. 

„1939-ben Szegeden Sziklay Józsefnél kezdtem, ahol prózai és énekes szerepekben volt szép sikerem. A Falu rossza Feledi Boriskája, az Aranyember Timeája, a Sybill címszerepe, mind-mind kedves emlékem. Szeged után az Ihász taggione-társulathoz mint operettprimadonna szerződtem. 1941-ben a Komédia Orfeum szerződtetett, azonban a német rezsim alatt visszavonultam és nem játszottam. Az Új Színház igazgatója, Loránd György szerződtetett Az egérfogó Miss Casewell szerepére, amely egyben az első prózai szerepem is. A prózai szereplésem annál is inkább boldoggá tesz, mert számomra a prózai műfaj nem mesterség akar lenni, hanem hitvallás.”

1953-tól haláláig az Állami Déryné Színház tagja volt. 1963-ban Jászai Mari-díjat kapott.

## Fontosabb színházi szerepei
- Jurij Szergejevics Miljutyin: Nyugtalan boldogság... Natasa
- Louis Verneuil – Georges Berr: A szombatesti hölgy... szereplő
- Victor Klement: Kracska Purka... Bessy
- Mona Brand: Hamilton család... Iris
- Ray Henderson: Diákszerelem... Patricia
- Emil František Burian: Születésnap... Szojka felesége
- Szigligeti Ede – Tabi László: Párizsi vendég... Thusnelda, grófnő
- Heltai Jenő: A néma levente... Beatrix
- Békeffi István: Az okos mama... Éva, színésznő
- Gádor Béla: Urak, költők, gyilkosok... Miss Apel
- Méhes György: Mi, férfiak... Anna
- Szenczei László: Nem mindenki jut el Floridába... Hilda, Golubovszky felesége
- Kodály Zoltán: Háry János... Mária Lujza
- Berté Henrik – Franz Schubert: Három a kislány... Grisi Lucia, udvari énekesnő
- Ábrahám Pál: Viktória... Viktória grófnő
- Ábrahám Pál: Hawaii rózsája... Lilia; Susanne
- Kacsóh Pongrác: János vitéz... A francia királylány
- Jacobi Viktor: Sybill... Sybill
- Huszka Jenő: Mária főhadnagy... Antónia
- Huszka Jenő: Lili bárónő... Clarissa
- Kálmán Imre: Marica grófnő... Marica grófnő
- Kálmán Imre: Csárdáskirálynő... Cecília
- Lehár Ferenc: Vándordiák... Karolin
- Szirmai Albert – Kristóf Károly: Tabáni legenda... Gitár Panni
- Dékány András – Baróti Géza – Dankó Pista – Vaszy Viktor: Dankó Pista... Blaha Lujza